# Iglesia de Nuestra Señora de la Merced (Planès)

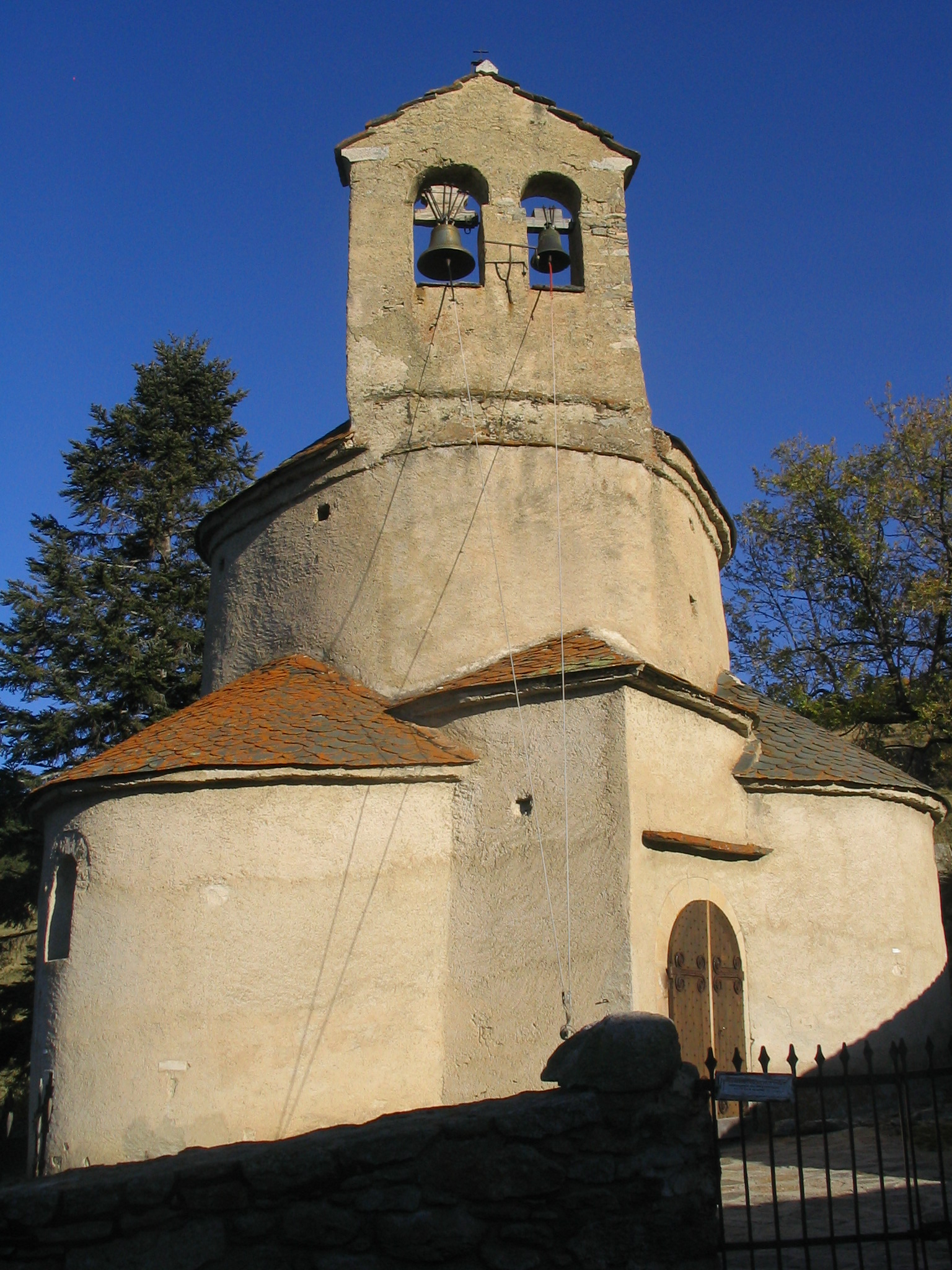
Iglesia románica de Nuestra Señora de la Merced de Planès.

La iglesia de Nuestra Señora de la Merced se encuentra situada en la población de Planès en el departamento de los Pirineos Orientales y pertenece a la comarca histórica de la Alta Cerdanya (Francia). Su promotor fue el abad Oliba.

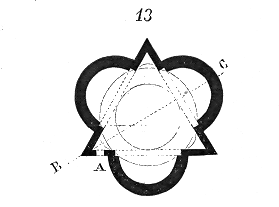
Planta de la iglesia.

La original iglesia de Planès es un edificio románico, probablemente del siglo XI, que se ha hecho famosa por tener una planta poco habitual. Consiste en unos muros que forman una especie de círculo un poco irregular, el cual está superpuesto dentro de un triángulo equilátero, y a la vez está incluido dentro de una especie de trébol formado por tres absidiolas. Así pues, exteriormente la iglesia destaca de hecho, por las absidiolas y por los vértices del triángulo que sobresalen notablemente. Por el interior de la iglesia, del triángulo arranca un irregular hexágono sobre el cual se sostiene la cúpula del techo.
El primer documento que habla de este templo data del 1442. La Virgen del interior es una talla policromada del siglo XII.